# Breitblättriger Dornfarn
Der Breitblättriger Dornfarn, auch Großer Dornfarn (Dryopteris dilatata, Syn.: Dryopteris austriaca) ist eine verbreitete Pflanzenart aus der Gattung der Wurmfarne (Dryopteris) innerhalb der Familie der Wurmfarngewächse (Dryopteridaceae). Sie ist in gemäßigten Gebieten auf der Nordhalbkugel weit verbreitet.

## Beschreibung

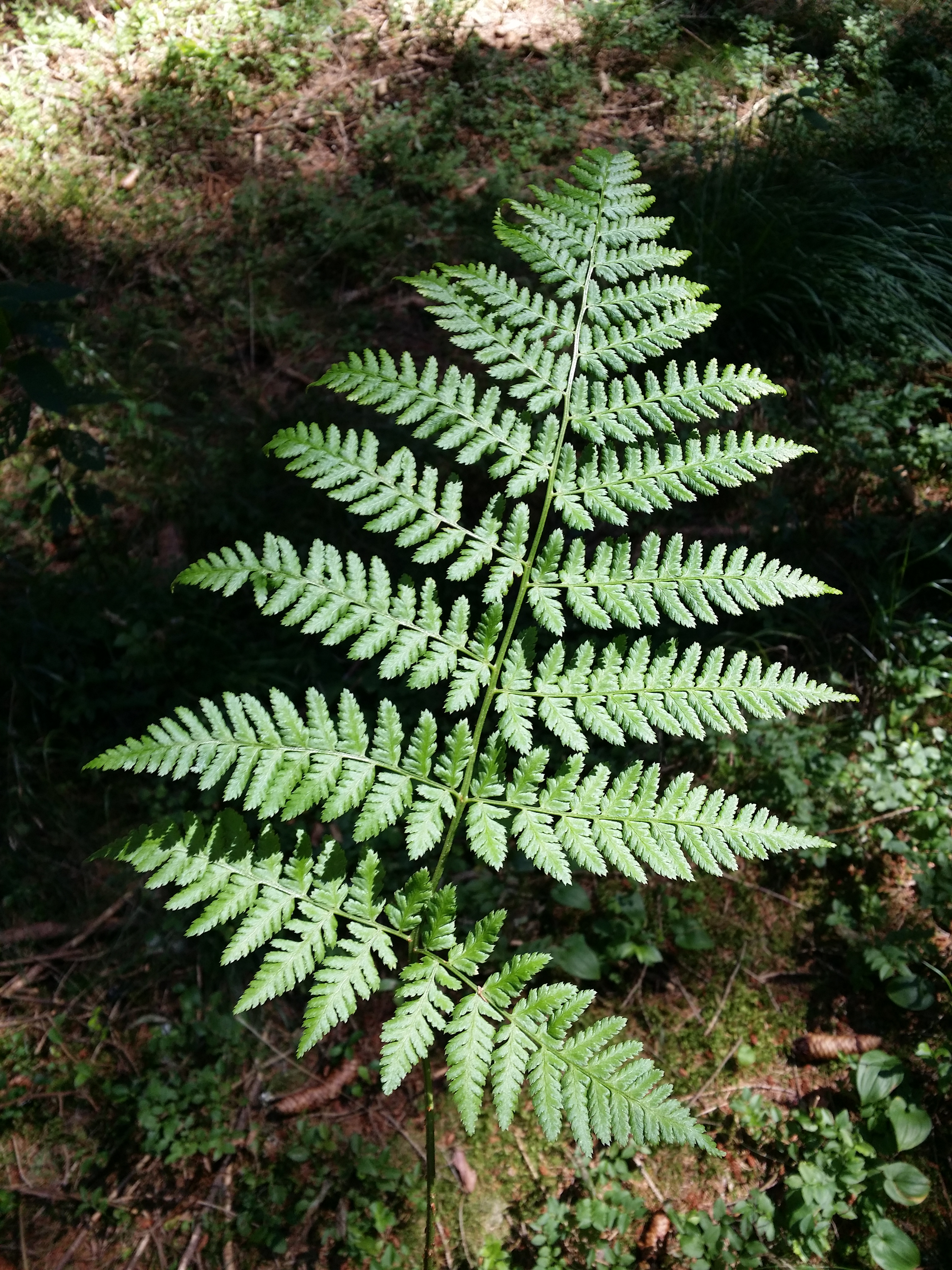
Blatt

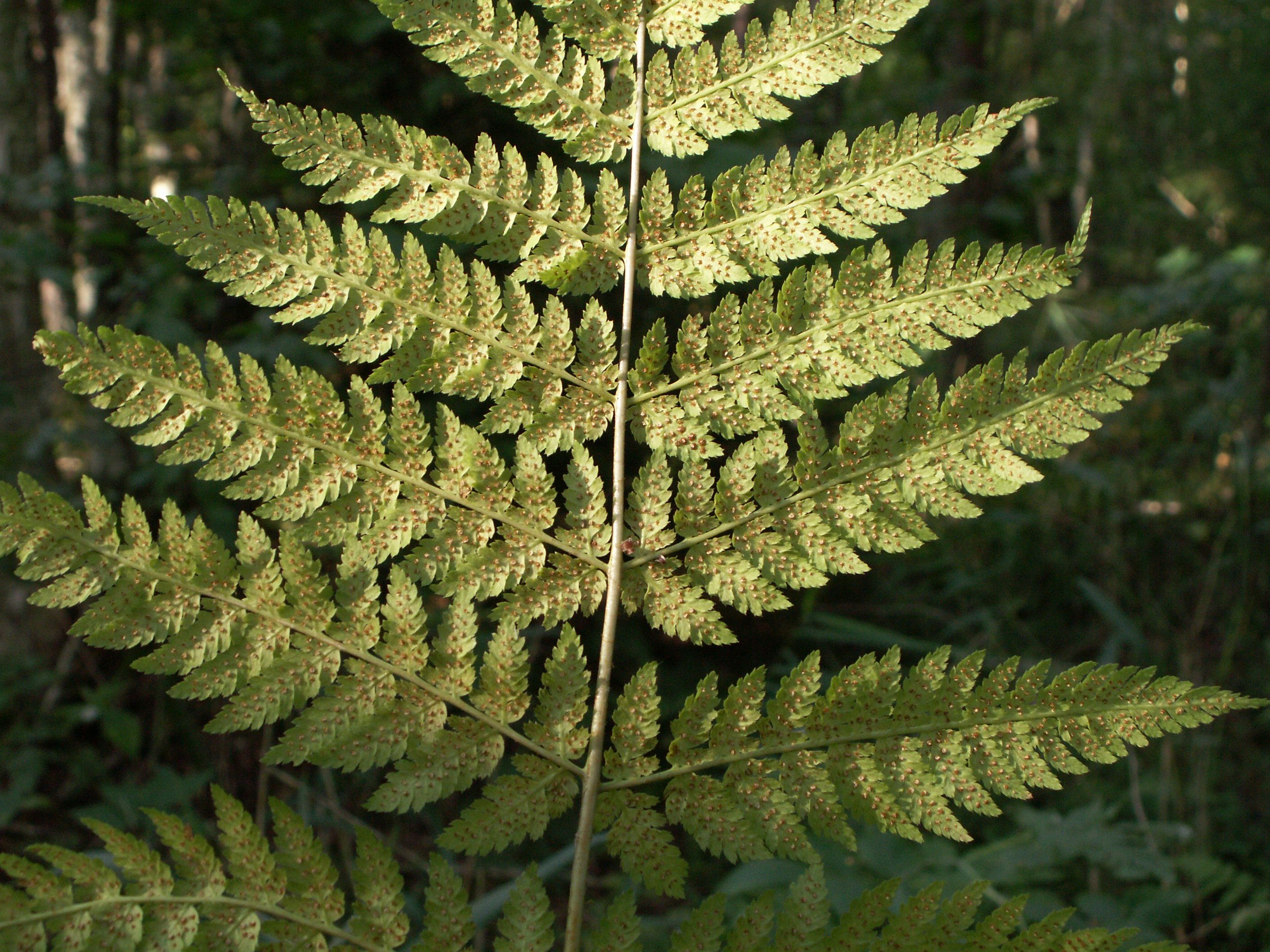
Blattunterseite

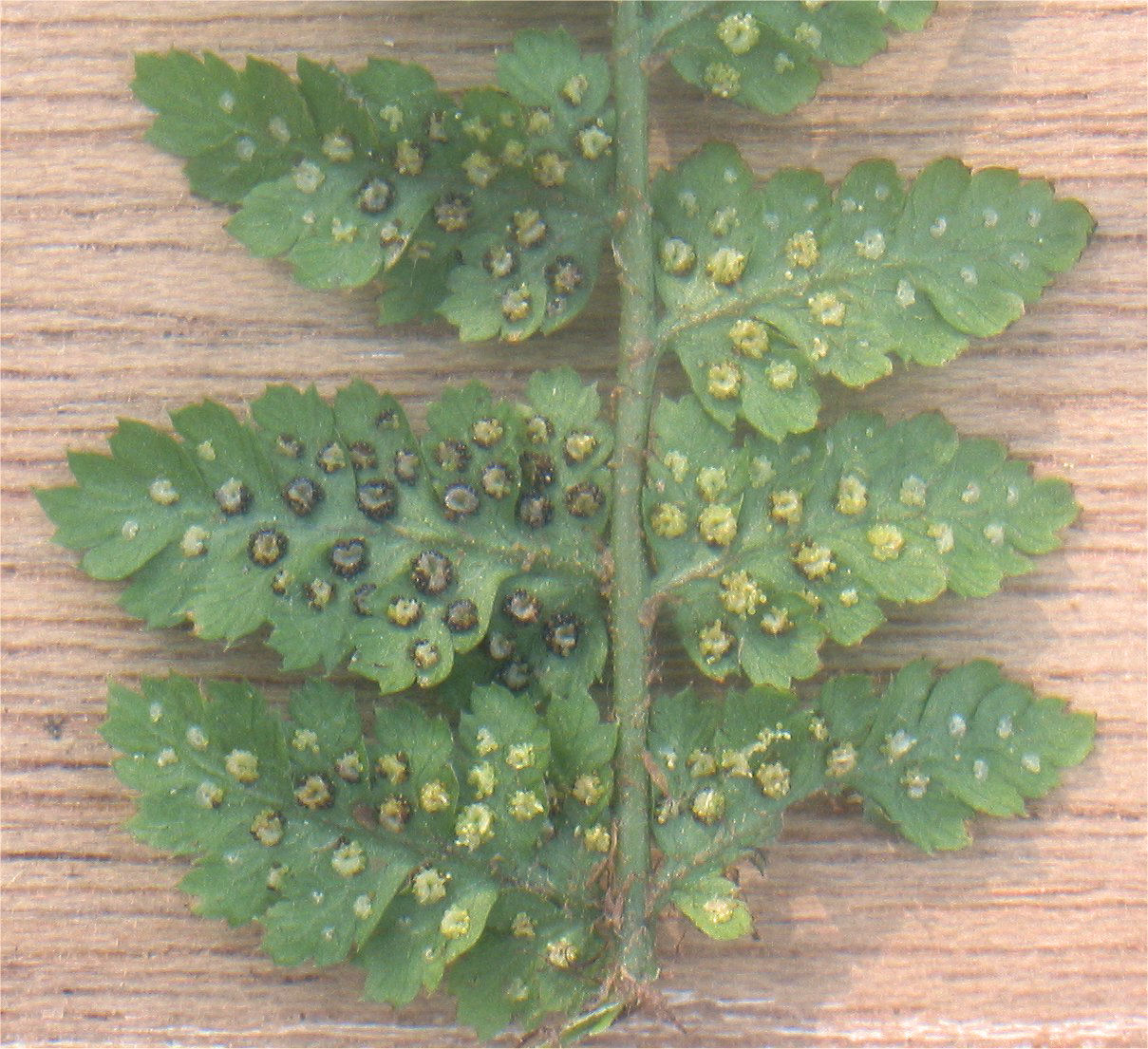
Sori

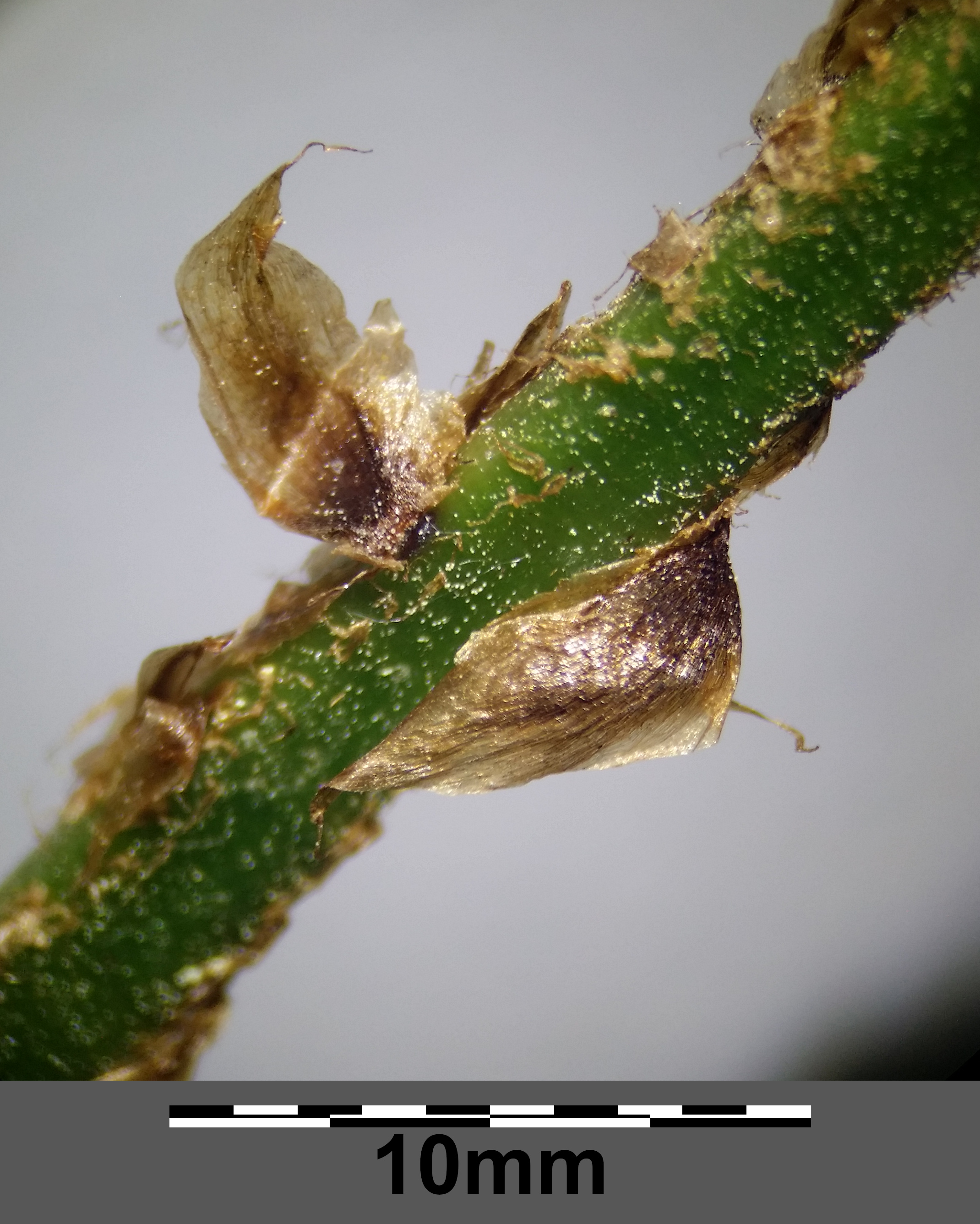
Spreuschuppe am Wedelstiel

Die überhängenden Wedel des sommergrünen Farns sind in Rosetten angeordnet. Die Wedel besitzen eine Länge von 10 bis 150 Zentimetern und eine Breite von 4 bis 40 Zentimetern. Der Blattstiel ist halb so lang bis so lang wie die Spreite, ist bis 5 Millimeter dick, strohgelb bis hell-gelbbraun und dicht mit eiförmig-lanzettlichen, hellbraunen, in der Mitte dunkelbraunen, 16 bis 20 Millimeter langen Spreuschuppen besetzt. Das Blatt ist drei- bis vierfach gefiedert, von dreieckigem bis ovalem Umriss (Name) und läuft spitz zu. Seine Oberseite ist dunkelgrün. Die eckigen Fiederblättchen sind am Rand sehr fein stachelspitzig gesägt. Die Blattspreite setzt sich auf jeder Seite aus 15 bis 25 Fiedern zusammen, die sämtliche in fast gleichen Abständen einander genähert sind und nur das unterste Paar ist abgerückt, kurz gestielt und dreieckig-eiförmig. Die Sporenbehälter sitzen zweireihig auf der Unterseite der sporentragenden Wedel. Sie haben einen Durchmesser von 0,5 bis 1 Millimeter. Das Indusium ist besonders am Rand drüsig.
Der Breitblättrige Dornfarn ist dem Gewöhnlichen Dornfarn recht ähnlich, besonders wenn die Wedel jung und noch ohne Sporenbehälter sind. Das beste Unterscheidungsmerkmal sind die Schuppen am Blattstiel; sie sind beim Gewöhnlichen Dornfarn nur hellbraun und haben keinen dunkelbraunen Mittelteil.
Der Breitblättrige Dornfarn besitzt die Chromosomenzahl 2n = 164. Er ist allotetraploid. Zwei seiner Genome stammen vom Feingliedrigen Dornfarn (Dryopteris expansa), die zwei anderen vermutlich von der nordamerikanischen Art Dryopteris intermedia.

## Vorkommen
Das Verbreitungsgebiet von Dryopteris dilatata umfasst die gemäßigten Gebiete Europas, die Gebirgslagen in Südeuropa, den Kaukasus, erstreckt sich über Sibirien bis Kamtschatka, Sachalin und Nordamerika. In Europa kommt er in fast allen Ländern vor; er fehlt nur in Montenegro; in Albanien und auf den Azoren ist seine Ursprünglichkeit zweifelhaft.
Der Breitblättrige Dornfarn gedeiht in feuchten, schattigen Wäldern auf meist kalkarmen, sandigsteinigen Böden vor. Seinen Schwerpunkt hat er in hochmontanen Buchen- oder Fichtenwäldern. Er gedeiht in Gesellschaften der Verbände Fagion, Quercion roboris und Adenostylion und der Unterverbands Vaccinio-Abietenion. In den Allgäuer Alpen steigt er am Kegelkopf in Bayern bis zu 1900 Metern Meereshöhe auf, sonst steigt sie in dem Alpen bis 2000 Meter auf.
Die ökologischen Zeigerwerte nach Landolt et al. 2010 sind in der Schweiz: Feuchtezahl F = 3+w (feucht aber mäßig wechselnd), Lichtzahl L = 2 (schattig), Reaktionszahl R = 2 (sauer), Temperaturzahl T = 2+ (unter-subalpin und ober-montan), Nährstoffzahl N = 3 (mäßig nährstoffarm bis mäßig nährstoffreich), Kontinentalitätszahl K = 3 (subozeanisch bis subkontinental).

## Taxonomie und Systematik
Der Breitblättrige Dornfarn wurde 1796 durch Georg Franz Hoffmann als Polypodium dilatatum in Deutschlands Flora, Theil 2, S. 7 erstbeschrieben. Die Art wurde 1848 von Asa Gray in Manual of the Botany of the Northern United States ... S. 631 als Dryopteris dilatata (Hoffm.) A.Gray in die Gattung Dryopteris Adans. gestellt. Synonyme der Art sind Aspidium dilatatum (Hoffm.) Sm., Aspidium spinulosum var. muticum A.Braun ex Döll, Dryopteris austriaca ssp. dilatata (Hoffm.) Schinz & Thell., Dryopteris carthusiana subsp. dilatata (Hoffm.) O.Bolòs, Vigo, Masalles & Ninot, Dryopteris spinulosa ssp. dilatata (Hoffm.) C.Chr. und Polystichum dilatatum (Hoffm.) Schumacher.
Es können zwei Unterarten unterschieden werden:
- Dryopteris dilatata subsp. dilatata
- Dryopteris dilatata subsp. lusitanica Fraser-Jenk., Andreis & Vasco Silva: Diese 2021 erstbeschriebene Unterart kommt in Portugal vor.[2]

## Weiterführende Literatur
- Kai Rünk, Martin Zobel, Kristjan Zobel: Biological Flora of the British Isles: Dryopteris carthusiana, D. dilatata and D. expansa. In: Journal of Ecology. Band 100, Nr. 4, Juli 2012, S. 1039, doi:10.1111/j.1365-2745.2012.01985.x (englisch).